# Lara Nagels
Lara Nagels (* 3. Juni 1997 in Ostende) ist eine belgische Volleyballnationalspielerin.

## Karriere
Nagels begann ihre Karriere bei Hermes Volley Oostende, wo sie 2014 in die erste Mannschaft aufrückte. 2017 wechselte sie zu VC Oudegem. Die Zuspielerin gab 2018 ihr Debüt in der belgischen Nationalmannschaft. 2022 wurde sie vom griechischen Verein AO Markopoulo verpflichtet. 2024 wechselte Nagels zum deutschen Bundesligisten VfB 91 Suhl.